# SN 2005ki
SN 2005ki – supernowa typu Ia odkryta 18 listopada 2005 roku w galaktyce NGC 3332. W momencie odkrycia miała maksymalną jasność 18,00m.